# Jurgita Sejonienė
Jurgita Sejonienė (geb. Petronytė; * 19. April 1981 in  Kėdainiai) ist eine litauische konservative Politikerin, Mitglied des Seimas.

## Leben
Nach dem Abitur 1999 an der Atžalyno-Mittelschule Kėdainiai schloss Jurgita Petronytė von 1999 bis 2005 das einstufige Magisterstudium der Medizin an der Medizinischen Universität (KMU) in Kaunas und 2010 die Facharztweiterbildung der Radiologie an der Medizinfakultät der Universität Vilnius  in der litauischen Hauptstadt Vilnius ab. 
Von 2007 bis 2010 arbeitete sie als Assistenzärztin und von 2010 bis 2020 als Radiologin am Zentrum der Radiologie bei Santaros-Kliniken, von  2013 bis 2017   im Unternehmen UAB „Kardiolita“, von  2010 bis 2011   beim Litauischen Krebsinstitut und von 2010 bis 2020
bei UAB „Affidea Lietuva“.  Im November 2020 wurde sie zum Mitglied des Seimas der Republik Litauen. Sie ist Mitglied des Gesundheitsausschusses.
Jurgita Sejonienė ist Mitglied der Partei  TS-LKD.
Jurgita Sejonienė ist verheiratet.